# Sabine Kuhlmann

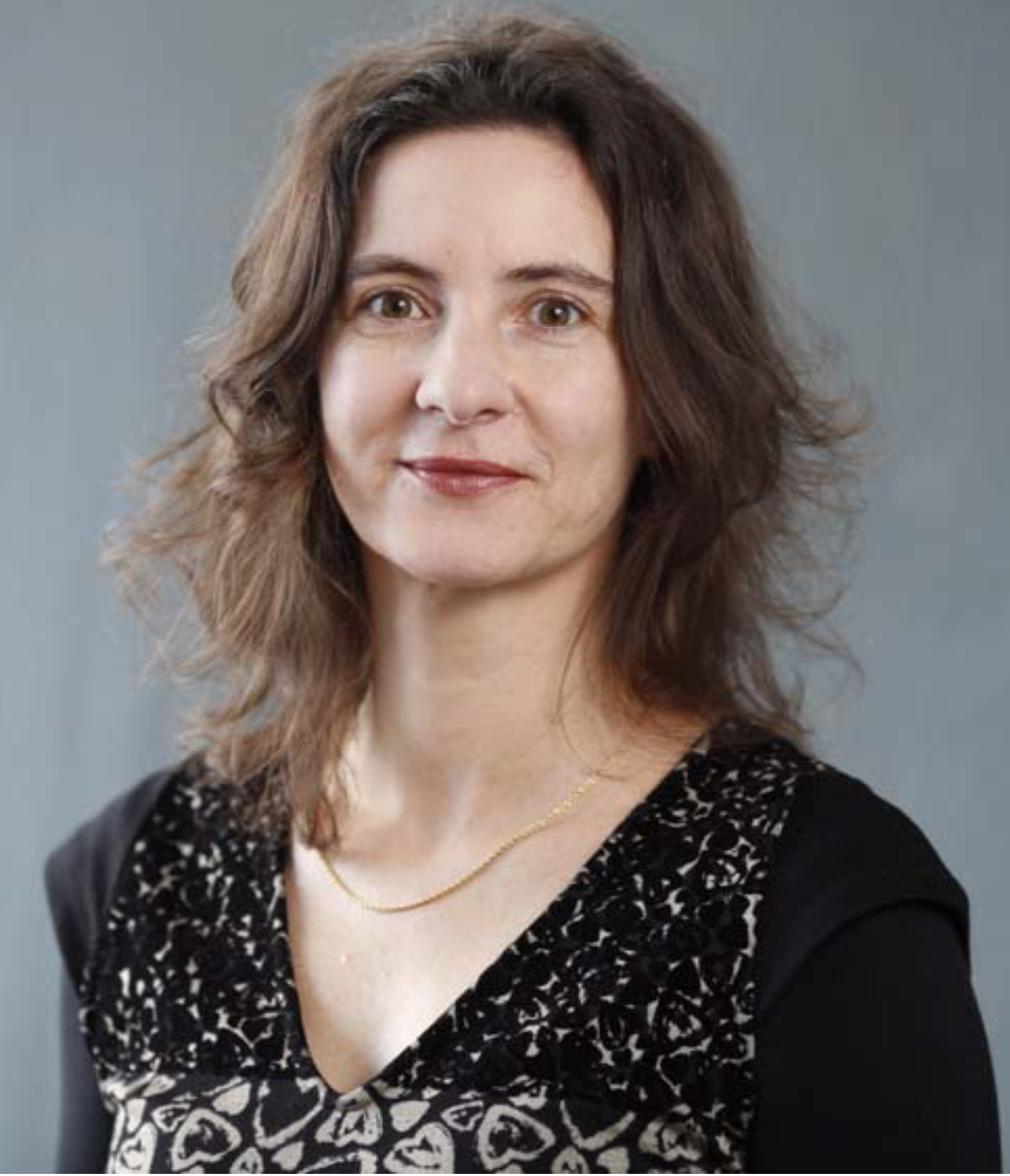
Sabine Kuhlmann

Sabine Kuhlmann (* 14. August 1970 in Torgau als Sabine Lorenz) ist eine deutsche Politik- und Verwaltungswissenschaftlerin sowie stellvertretende Vorsitzende des Nationalen Normenkontrollrats.

## Leben
Kuhlmann studierte nach dem Abitur an der Erweiterten Oberschule in Grimma, das sie 1989 „Mit Auszeichnung“ ablegte, bis 1995 Sozialwissenschaften an der Humboldt-Universität zu Berlin. Hier wurde sie 2002 auch promoviert. Nach einem Forschungsstipendium in Frankreich beim Maison des Sciences de l’Homme; CNRS (Paris), habilitierte sie 2007 an der Universität Potsdam und erhielt damit die venia legendi für Politik- und Verwaltungswissenschaft.
Nach Stationen als Gastprofessorin an der Berlin Graduate School of Social Sciences sowie der Humboldt-Universität zu Berlin und als Vertretungsprofessorin für Innenpolitik und Öffentliche Verwaltung an der Universität Konstanz wurde sie 2009 als Inhaberin des Lehrstuhls für Vergleichende Verwaltungswissenschaft, insbesondere Verwaltung in Europa an die Deutsche Universität für Verwaltungswissenschaften Speyer berufen. Seit 2013 ist sie Inhaberin des Lehrstuhls für Politikwissenschaft, Verwaltung und Organisation an der Universität Potsdam.
Seit 2011 ist Kuhlmann Mitglied des zehnköpfigen Nationalen Normenkontrollrats. Im Februar 2017 wurde sie zur stellvertretenden Vorsitzenden des Rats ernannt, welcher Gesetze der Bundesregierung auf Bürokratiekosten für Wirtschaft und Verwaltung überprüft und die Regierung im Hinblick auf Einsparpotenziale berät.
Kuhlmann lebt in Potsdam und hat eine Tochter.

## Wirken
Kuhlmann gilt als eine der einflussreichsten deutschen Verwaltungswissenschaftler. In einer Studie, die mittels einer Umfrage die Reputation im Fachpublikum ermittelte, wird sie nach Werner Jann (Universität Potsdam) und Jörg Bogumil (Ruhr-Universität Bochum) auf Platz drei und damit als einflussreichste Frau aufgeführt.
Auch international ist sie eine anerkannte Expertin für den Vergleich von Verwaltungssystemen und -traditionen. Dabei machte sie sich – nicht zuletzt infolge ihrer Habilitation – einen Namen als Expertin für Frankreich aber auch in der Forschung zu Strukturen in Politik und Verwaltung europäischer Metropolen und lokaler Verwaltungspolitik in Deutschland. In den letzten Jahren wurde Kuhlmanns Expertise zunehmend von politischer Seite gefragt. So veröffentlichte sie Gutachten über die Reform der Kommunal- und Landesverwaltung Brandenburgs, ein anderes gemeinsam mit Falk Ebinger über die geplante Kommunal- und Verwaltungsreform in Rheinland-Pfalz, eine Evaluation des Informationsfreiheitsgesetzes Mecklenburg-Vorpommern zusammen mit Michael Rodi und einige weitere mehr.
Kuhlmann leitet das Netzwerkprojekt Local Public Sector Reforms: An International Comparison (LocRef), das unter dem Dach der European Cooperation in Science and Technology (COST) angesiedelt ist und sich auf Reformen auf lokaler Verwaltungsebene fokussiert. Dieses Netzwerk umfasst knapp 200 Forscher aus 27 Ländern und von über 40 Forschungseinrichtungen in Europa. Ebenfalls im Rahmen ihrer Tätigkeit an der Universität Potsdam wurde sie 2015 in den Beirat des Instituts für den öffentlichen Sektor berufen. Ebenfalls seit 2015 ist Kuhlmann Mitglied im Conseil Scientifique du GRALE (Groupement de Recherche sur l’Administration Locale en Europe).
Von 2012 bis 2019 war Kuhlmann Vizepräsidentin der European Group for Public Administration (EGPA), seit 2016 ist sie Vizepräsidentin für Westeuropa des Internationalen Instituts für Verwaltungswissenschaften (IIAS). Darüber hinaus ist sie seit 2013 stellvertretende Vorsitzende des Herausgeberkreises des International Review of Administrative Sciences (IRAS).